# Església de Sant Bartomeu de la Jana
L'església de Sant Bartomeu de la Jana, d'estil renaixentista, és un temple catòlic situat al centre de la població i seu d'una parròquia del bisbat de Tortosa. Aquest edifici està qualificat com a Bé de Rellevància Local amb la categoria de Monument d'Interès Local.

## Història
L'església actual substitueix a una anterior, més petita. El disseny del nou temple el realitza Joan Tell en 1617, les obres són adjudicades el 28 de desembre de 1621 als mestres d'obra Pere del Sol i Joan Barreda, i les obres comencen el 16 d'octubre de 1622, prosseguint en solitari Joan Barreda a partir de 1623. En 1633 estava acabada la primera fase de l'obra, amb el presbiteri, el primer tram de la nau i la portada lateral.
En 1696 s'inicia la segona fase sota la direcció dels mestres Llorenç Escobar i Pere Garafulla, amb l'execució dels altres tres trams de la nau, la façana i el campanar. El cos superior del campanar fou dissenyat per Pere Garafulla competint amb Tomàs Vicent Tosca i, el disseny definitiu de la façana també és de Garafulla. Tant el campanar com la façana ja estaven pràcticament acabats el 1705 però l'acabament definitiu del temple es va endarrerir fins a 1727 per la implicació directa de la població en la Guerra de Successió en el bàndol Borbó, i les festes de l'acabament de les obres es realitzaren el 1729, com una mena d'afirmació de la victòria borbònica, amb assistència del bisbe i de cinc governadors. El remat del campanar es va finalitzar el 1740.
La capella de la Comunió, adossada en el costat de l'Epístola, a la capçalera del temple, es va construir en 1791.
En la capella de la Mare de Déu dels Àngels han estat restaurades les pintures de la volta i la figura que penjava de la clau, en diferents actuacions dels anys 2005, 2007 i 2009.

## Arquitectura

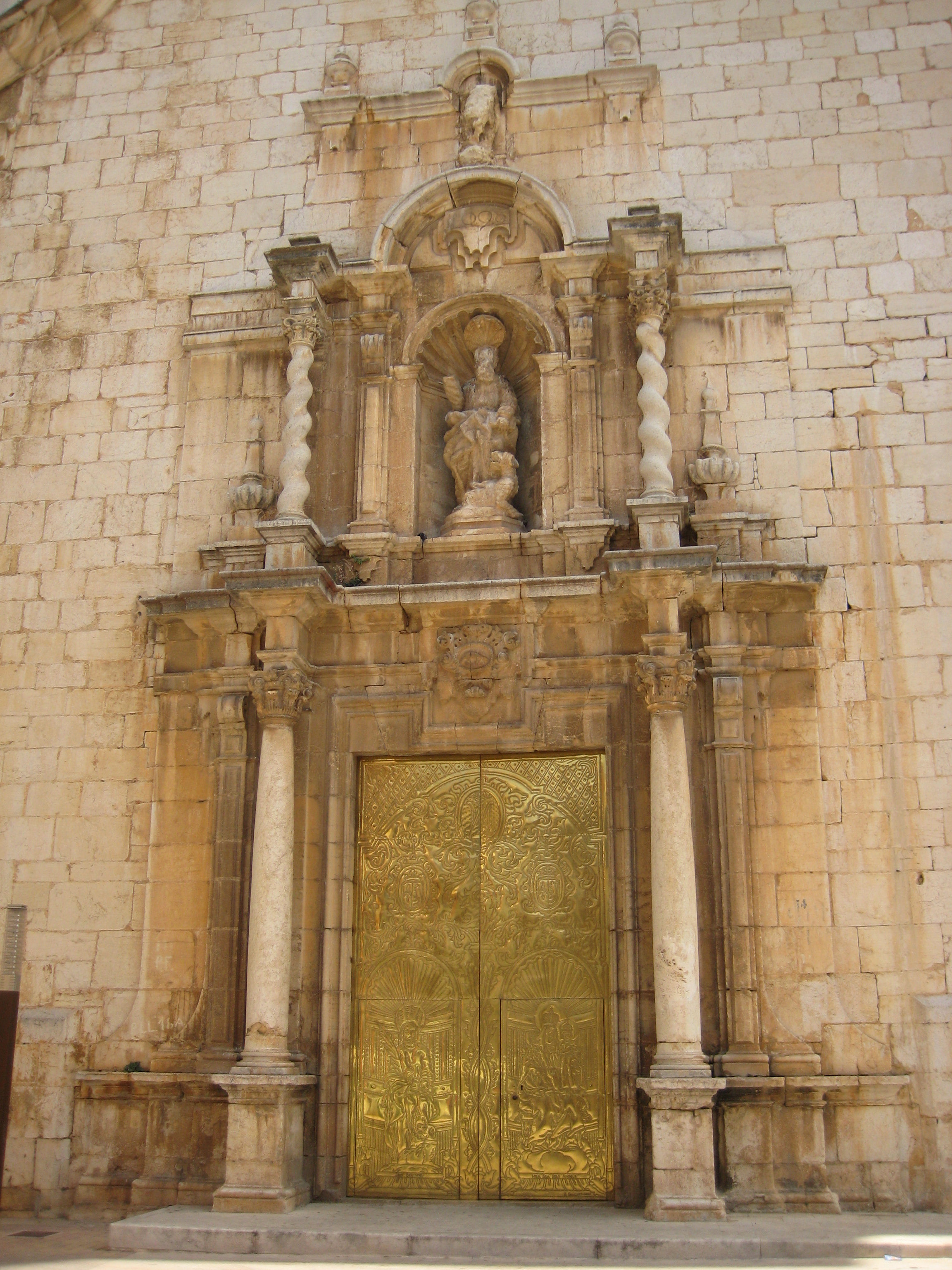

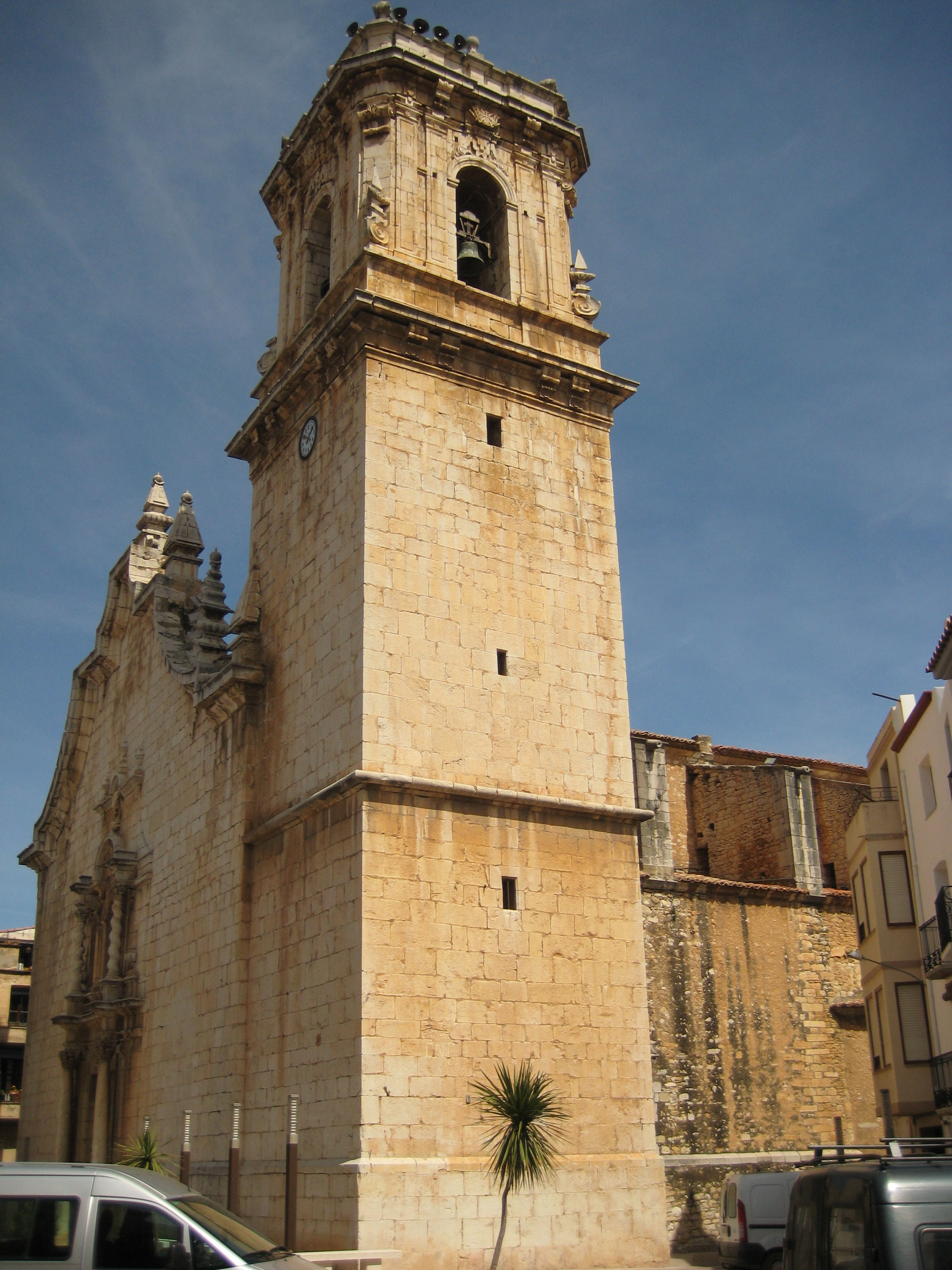

### Estructura
Temple d'una nau amb cinc trams amb capelles laterals entre contraforts, comunicades entre si, i absis vuitavat amb sagristies als costats. Es cobreix la nau i les capelles laterals amb volta de creueria, i amb volta estrellada l'absis. Els arcs torals i els formers carreguen sobre pilastres toscanes.
A l'exterior, els carreus ocupen les zones nobles (façana, torre, obertures) i reforcen l'estructura (contraforts i cantons); mentre a la resta s'utilitza la maçoneria de pedra. A l'interior, tant els arcs entre capelles, els formers i torals, i els nervis de la volta, com les parets del presbiteri incloent les portades de les sagristies, estan construïts per carreus de pedra calcària grisenca.
Les sagristies es comuniquen mitjançant dues portades renaixentistes de carreus amb obertura de mig punt flanquejada per pilastres Toscanes acanalades, i per damunt d'un entaulament clàssic, una fornícula apetxinada i apilastrada coronada per un frontó partit.
La capella de la Mare de Déu dels Àngels, la primera capella lateral del costat de l'Evangeli des del presbiteri, de planta centralitzada copulada i absis vuitavat, és un dels pocs exemples de barroc classicista valencià. Presenta decoracions del segle xviii en la volta amb imatges de Déu Pare i les lletanies de la Mare de Déu, i dues parets amb pintures on es representa l'arribada de la Mare de Déu a la població sota dosser amb seguici, tot envoltat per cortinatges figurats, segons conta la tradició. De la clau penja una figura policromada, un angelet de 68 cm.

### Portades

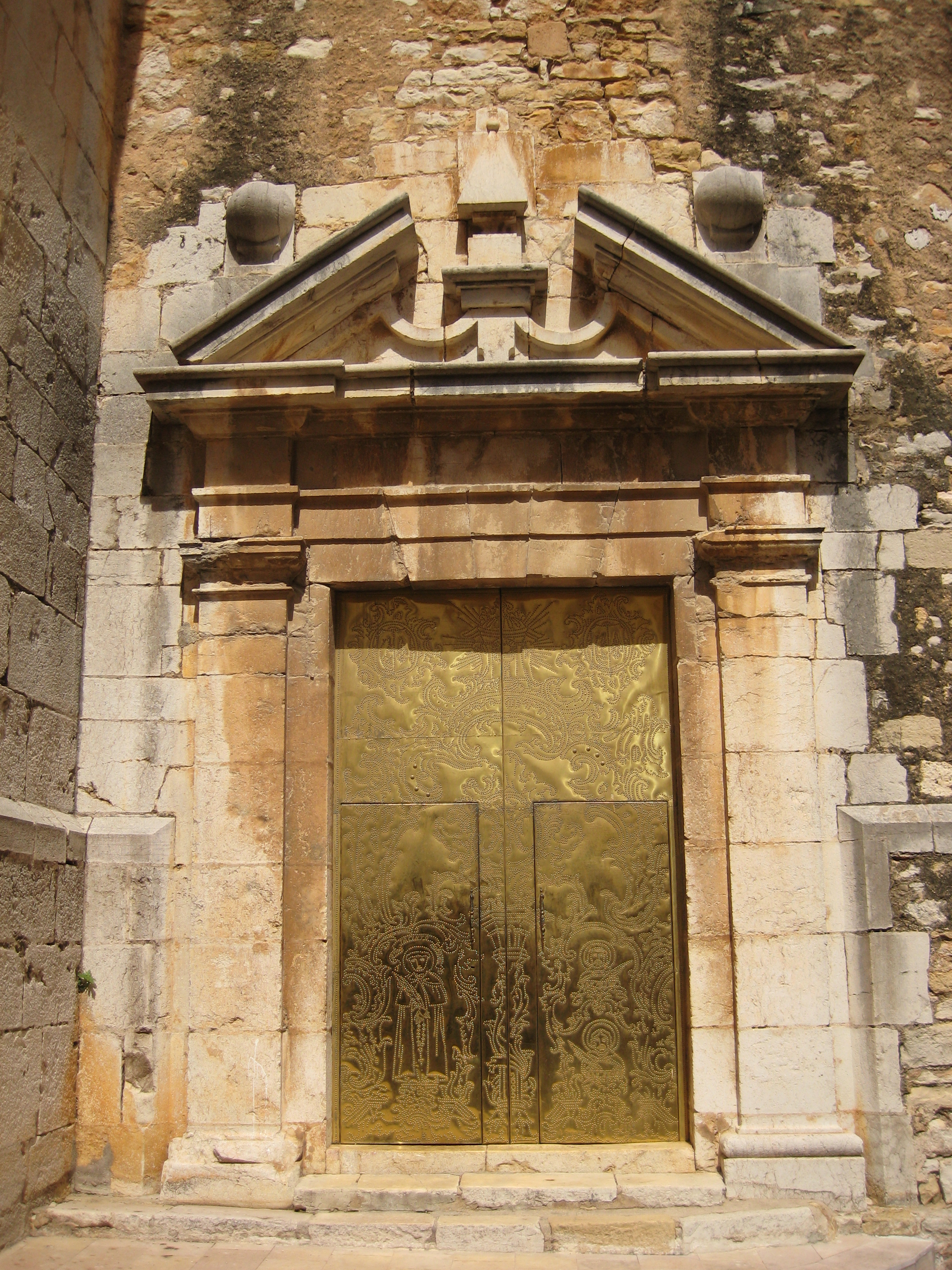

Façana principal als peus de l'església, amb cornisa mixtilínia rematada per pinacles que reforcen les línies obliqües, centrada per una portada amb dos cossos, l'inferior, amb una columna coríntia i una pilastra en cada costat de l'obertura d'arc de llinda, que sostenen un entaulament; i el superior, centrat per una fornícula apetxinada amb la imatge del titular, flanquejat per pilastres sobre mènsules i per columnes salomòniques, les quals sostenen un frontó circular esventrat. I per damunt, una cornisa suportada per mènsules que es corba en el centre, i amb pinacles en els extrems i en el centre; tot ajuda a donar una major verticalitat al conjunt.
La portada lateral, més senzilla, és una obertura amb arc de llinda flanquejada per pilastres toscanes que sostenen un entaulament sense decoració, i on la cornisa forma part d'un frontó partit, que dona pas a un pinacle.

### Campanar
Torre campanar adossat als peus de l'església, al costat de l'Epístola, en línia amb la façana. De planta quadrada, amb tres cossos, on els dos primers són massissos, i el superior, els de les campanes, separat de l'inferior per una forta cornisa sustentada per mènsules, presenta obertura de mig punt en cada cara, flanquejada per parelles de pilastres, i un escut de la vila al damunt, amb els cantons aixamfranats. Es remata per un terrat amb barana coronada per pinacles.

## Museu parroquial
L'església posseeix diverses peces de gran valor artístic, taules, llenços, i orfebreria religiosa:
- Verge amb Santa Anna i els dubtes de Sant Josep (segle xvi). Taula. Atribuït a Miquel Esteve.[17]
- Sant Agustí i Sant Gregori Magne (segle XVII). Llenços.
- Frai Andreu Balaguer, bisbe; Frai Damià Balaguer, venerable; Jacint Orfanell, beat; i Pare Teodor Avinyó (1792). De José Camarón Boronat. Retrats de fills il·lustres del poble.
- Calze tardogòtic (ca. 1490). D'argent sobredaurat.
- Calze plateresc (segle xvi). Atribuït al taller de Gaspar Santalínea.
- Creu Processional (principis segle XV). Punxó de Tortosa.
- Custòdia (principis segle xvi). D'argent sobredaurat, amb l'escut de la població.
- Portapau de Sant Bartomeu (segle XVII). Amb la imatge del sant.
- Reliquiari de Sant Bartomeu (1449). De Bartomeu Santalínea.